# Златист гвенон
Златистият гвенон (Cercopithecus kandti) е вид бозайник от семейство Коткоподобни маймуни (Cercopithecidae). Видът е застрашен от изчезване.

## Разпространение и местообитание
Този вид маймуна от Стария свят може да се види във вулканичните планини Вирунга в Централна Африка, включително в четири национални парка – Мгахинга (в югозападна Уганда), Вулкани (в северозападна Руанда), и Вирунга и Кахузи-Биега (в източната Демократична република Конго).
Видът е ограничен до планинските гори, особено в близост до бамбук.